# محافظة موندولكيري
محافظة موندولكيري هي محافظة في كمبوديا، بلغ عدد سكانها 60٬811 نسمة، عاصمتها سنمونوروم ‏، تبلغ مساحتها 14٬288 كيلومتر مربع.

## الموقع
تشترك في الحدود مع:
- محافظة راتاناكيري
- محافظة بنه فوك (فيتنام)
- محافظة داك نانج (فيتنام).

## التقسيمات الإدارية
- Kaev Seima District [الإنجليزية]‏
- Kaoh Nheaek District [الإنجليزية]‏
- Ou Reang District [الإنجليزية]‏
- Pechreada District [الإنجليزية]‏
- Senmonorom Municipality [الإنجليزية]‏.